# Anna Sawai
Pour les articles homonymes, voir Sawai (homonymie).
Anna Sawai (アンナ・サワイ, née le 11 juin 1992) est une actrice, chanteuse et danseuse néo-zélandaise d'origine japonaise.
Elle joue à la télévision en tant que second rôle dans la série japonaise Colors (ja) (2018) et la série britannique Giri/Haji (2019). Elle reçoit l'Emmy Award de la meilleure actrice dans une série télévisée dramatique en 2024 pour son rôle dans Shōgun, devenant ainsi la première actrice japonaise à remporter un Primetime Emmy Award. Elle reçoit également un Golden Globe et un Screen Actors Guild Award pour son rôle de Dame Mariko. En 2024, le magazine Time l'a incluse dans sa liste des 100 Next.

## Jeunesse
Anna Sawai est née le 11 juin 1992 à Wellington, en Nouvelle-Zélande, de parents d'origine japonaise. Sa mère, formée à l'opéra, a ensuite travaillé comme professeure de piano, tandis que son père travaillait pour une entreprise d'électronique. À partir de l'âge de 3 ans, sa mère lui a appris à jouer du piano et à chanter. Sa famille a déménagé fréquemment lorsqu'elle était enfant en raison du travail de son père, habitant à Hong Kong et aux Philippines, avant de s'installer à Yokohama, au Japon, à l'âge de 10 ans,,. Elle a une grande sœur, Reina, qui est danseuse de ballet et coryphée à la compagnie du Ballet de Hong Kong,. Sawai est bilingue en anglais et en japonais.

## Carrière
Elle décroche son premier rôle d'actrice en 2004, à l'âge de 11 ans, en tant que personnage éponyme dans la comédie musicale Annie, diffusée sur la chaîne japonaise Nippon TV peu de temps après son arrivée au Japon. Sawai fait ensuite ses débuts au cinéma en tant que Kiriko dans le film d'arts martiaux néo-noir Ninja Assassin de James McTeigue, sorti en 2009.
Sawai connaît la célébrité au Japon en tant que l'une des chanteuses principales du groupe de J-pop Faky de 2013 à 2018. En 2019, elle interprète Eiko, la fille d'un chef de la Yakuza, dans la série britannique de thriller criminel Giri/Haji, apparaissant dans six épisodes. La série a été diffusée sur BBC Two en octobre et a reçu un accueil critique favorable. La même année, Sawai a été choisie pour le rôle de la guerrière des arts martiaux Elle dans Fast and Furious 9, réalisé par Justin Lin. À la suite de l'annonce de sa sélection, Sawai signe avec WME. Malgré les critiques mitigées adressées au film, Sawai a été particulièrement saluée pour « tenir tête aux vétérans de la franchise » ,.
Sa révélation internationale arrive cependant avec son rôle de Naomi dans la série dramatique Pachinko, diffusée sur Apple TV+ depuis 2022. En juin 2022, elle joue Cate dans la série télévisée Monarch: Legacy of Monsters de Legendary Entertainment pour Apple TV+, dérivée du film Godzilla vs. Kong,. Elle tient l'un des rôles principaux dans la mini-série Shōgun, sortie en février 2024 sur la chaîne américaine FX et diffusée à l'international sur la plateforme Disney+.

## Filmographie
Sauf indication contraire, les informations mentionnées dans cette section peuvent être confirmées par la base de données cinématographiques IMDb,  présente dans la section « Liens externes ».

### Cinéma
- 2009 : Ninja Assassin de James McTeigue : Kiriko[21]
- 2021 : Fast and Furious 9 de Justin Lin : Elle[22],[23]
- 2026 : How to Rob a Bank de David Leitch

### Télévision
- 2009 : Notre chanson d'amour : Natsu[24],[25]
- 2018 : Colors (ja) : Accusateur de la gare[pas clair] (2 épisodes)[1],[2],[26]
- 2019 : Giri/Haji : Eiko Fukuhara (6 épisodes)[27]
- 2022 : Pachinko : Naomi (8 épisodes)[28]
- 2023 : Monarch : Legacy of Monsters : Cate Randa[29]
- 2024 : Shōgun : Dame Mariko[30]

### Jeux vidéo
- 2017 : La Nouvelle Maison du style 3: Looks de stars : Angélique Noir (voix anglaise)[31]

## Comédies musicales
- 2004 : Annie : Annie[32],[33]
- 2018 : Le livre : Danseuse[34]

## Distinctions

### Récompenses
- Pena de Prata 2022 : meilleure actrice dans une série dramatique pour Pachinko[35]
- Film Independent's Spirit Awards 2023 : meilleur casting pour Pachinko[36]
- Emmy Awards 2024 : Meilleure actrice pour le rôle de Dame Mariko dans Shōgun[37]
- Golden Globes 2025 : Meilleure actrice dans une série télévisée dramatique pour le rôle de Dame Mariko dans Shōgun
- Screen Actors Guild Awards : Meilleure actrice dans une série dramatique pour le rôle de Dame Mariko dans Shōgun